# 후쿠다 가즈야
후쿠다 가즈야(福田和也, 1960년 10월 9일 - 2024년 9월 20일)는 도쿄 기타구출신의 문예 평론가이다.
현재 모교인 게이오기주쿠 대학교 환경 정보 학부의 교수직과 BS 후지 방송심의회 위원을 맡고 있다.

## 개요
- 현대 일본을 대표하는 보수적인 언론인이다.
- 대학교수이지만, 학회 발표는 한 번도 없었고 자신은 학자가 아니고 문필가라고 말하고 있다.